# Цюрихская ночь убийств
Цюрихская ночь убийств (также известная как «Цюрихские убийства») — неудавшаяся в ночь с 23 на 24 февраля 1350 года попытка убить бургомистра Цюриха Рудольфа Бруна и его сторонников. Стала кульминацией конфликта между изгнанными из Цюриха прежними членами городского совета и союзными им Габсбургами (основной и побочной ветвью) с новой властями Цюриха, поддерживаемыми дворянами и ремесленниками.

## Предыстория

### Революция 1336 г.
Ремесленники в городе Цюрихе в XIV в. оставались в значительной степени без политических прав и защиты, хотя все больше вовлекались в экономический бум города. В указе 1281 или 1291 достоверность которого не подтверждена окончательно, состоявшего из бюргерства (купцов, дворянских родов ремесленников и городской знати) городского совета прямо запрещалось образование ремесленных ассоциаций. За нарушение полагались суровые наказания: снос дома, крупные штрафы и изгнание. Однако считается, что создание гильдий всё-таки было разрешено.
В 1335 г. совет провел денежную реформу, которая шла на пользу в основном купцам. Отношения между ними и ремесленниками были натянутыми, и ремесленники города Цюриха больше не хотели исключаться из городского совета. С другой стороны в совете доминировали «нотабли» — знатные семьи ремесленников (золотых дел мастера, производители шёлка, сукна, менялы, солевары) и городская знать. Сам совет изначально состоял из равных частей, но к 1336 г. состоял «на одну треть из дворянских рыцарей и на две трети из городского патрициата (рантье, менял, купцов и ювелиров)». Кроме того, совет пытался распространить свой суверенитет на поместья и вотчины городской знати. Дворяне города Цюриха также проводили внешнюю политику, противоположную политике купцов.
Восстание ремесленников и дворян вспыхнуло 7 июня 1336 г., стартовав со штурма городской ратуши; большинство советников спаслись бегством. 8 или 16 июня 1336 года повстанцы собрались в монастыре Барфюссер, где их предводитель Рудольф Брун был назначен народным собранием мэром города. Брун разработал устав гильдий (« Присяжное письмо»), созданное по образцу присяжного письма 1334 г. города Страсбурга.

### Изгнание членов совета

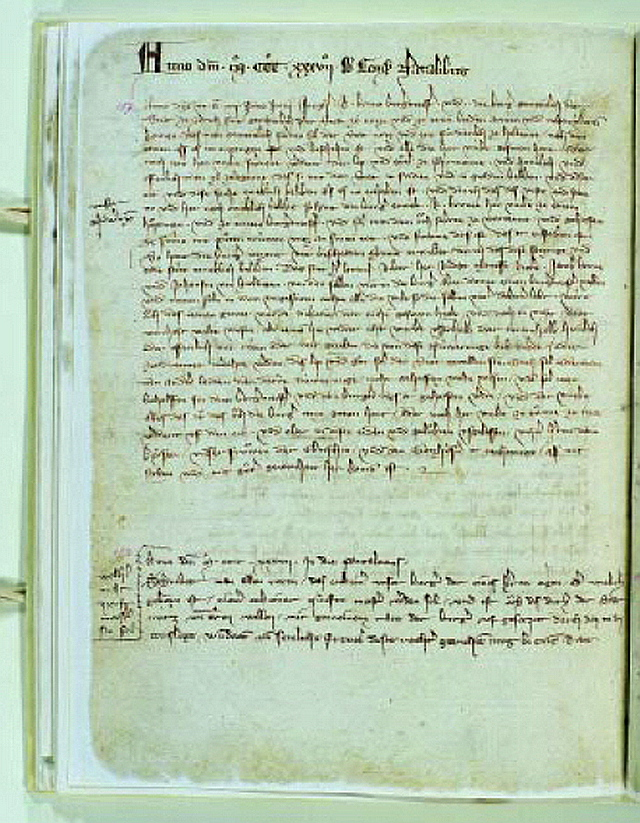
«Городская книга» Цюриха с 1292 по 1373 гг.

В этот же день вышел указ, определяющий будущие выборы мэра и признание правительства гражданами. В оглавлении городской книги, составленной в 1636 г., говорится о «двенадцати разбойниках 1336 г.», которые должны были в это время покинуть город.
Из 24 советников 22 потеряли место в совете. До сих пор не ясно, как влияло на новую коалицию городской знати, ремесленников и купцов изгнание членов предыдущего совета, или спор между рыцарем Гётцем Мюльнером и некоторыми его представителями с самого начала создавало давление.
С 8 июня по 18 июля 1336 г. 12 или 22 советника, большинство из которых были выходцами из купеческого патрициата, были изгнаны из города Цюрих со своими семьями. Большинство из них бежало в Рапперсвиль к графу Иоганну I фон Габсбург-Лауфенбургу, который был в долгу перед Цюрихом и некоторыми изгнанниками, и который мог надеяться на погашение долгов в обмен на поддержку оппозиции.

### Контрправительство (1336—1350)
Под покровительством графа Иоганна I фон Габсбург-Лауфенбург ссыльные сформировали в Рапперсвиле контрправительство и начали набеги на подчиненную территорию Цюриха с целью дестабилизации нового правительства.
Против оставшихся в городе противников новой городской власти был принят ряд мер вроде увеличения числа смертных казней и запретам бывшим советникам и их сторонникам встречаться более чем троим. Контрправительство «внешнего Цюриха» продолжало вербовать наёмников, планируя свержение нового режима за счёт оставшихся в городе своих сторонников.
Цюрих нашёл поддержку у графа Тоггенбурга Крафта III, который стремился занять выгодное положение между Швейцарским союзом и Габсбургами и конфликтовал с графом Иоганном I из-за замка Гринау, который обеспечивал стратегически важную переправу через Линт между Цюрихским и Валенским озёрами. При поддержке покровителествовавшего Гросмюнстеру графу Тоггенбург мэр Брун выступил против Иоганна I с небольшой армией. В битве при Гринау 21 сентября 1337 г. цюрихцы разгромили графа Иоганна I, который погиб вместе Крафтом III. Это спровоцировало вмешательство австрийского герцога Альбрехта II Габсбурга, который вынудил Цюрих отказаться от всех завоеваний и передать свое имущество изгнанникам, от чего город Цюрих отказался. После этого Брун пытался заручиться земским миром и союзами с соседними городами и дворянскими семьями, в том числе в 1340 г. с Констанцем и Санкт-Галленом, в 1343 г. — с Рапперсвилем, в 1345 г. — с епископом и городами Базелем и Шаффхаузеном и, наконец в 1349 г. город присоединился к Швабсккому союзу городов.
Достигшему совершеннолетия графу Иоганну II сосланные советники могли предложить погашение всех долгов и выкуп заложенных Цюриху поместий Воллерау и Пфеффикон. Граф продолжил междоусобицу во второй половине 1340-х годов и, как и его отец, стал лидером коалиции против режима Бруна. С июля 1347 по июнь 1348 года он захватил аббата Конрада II фон Гёсгена во время набега на Пфеффикон в период, но затем освободил 26 июня 1348 г и вернул Пфеффикон.

## Мятеж

### Ход событий
Цюрихская историография отмечает, что в ночь с 23 на 24 февраля 1350 г. должна была пройти «ночь убийств», в ходе которой союзники изгнанного совета внутри городских стен должны были открыть ворота, а затем помочь союзникам убить Бруна и его последователей во сне.

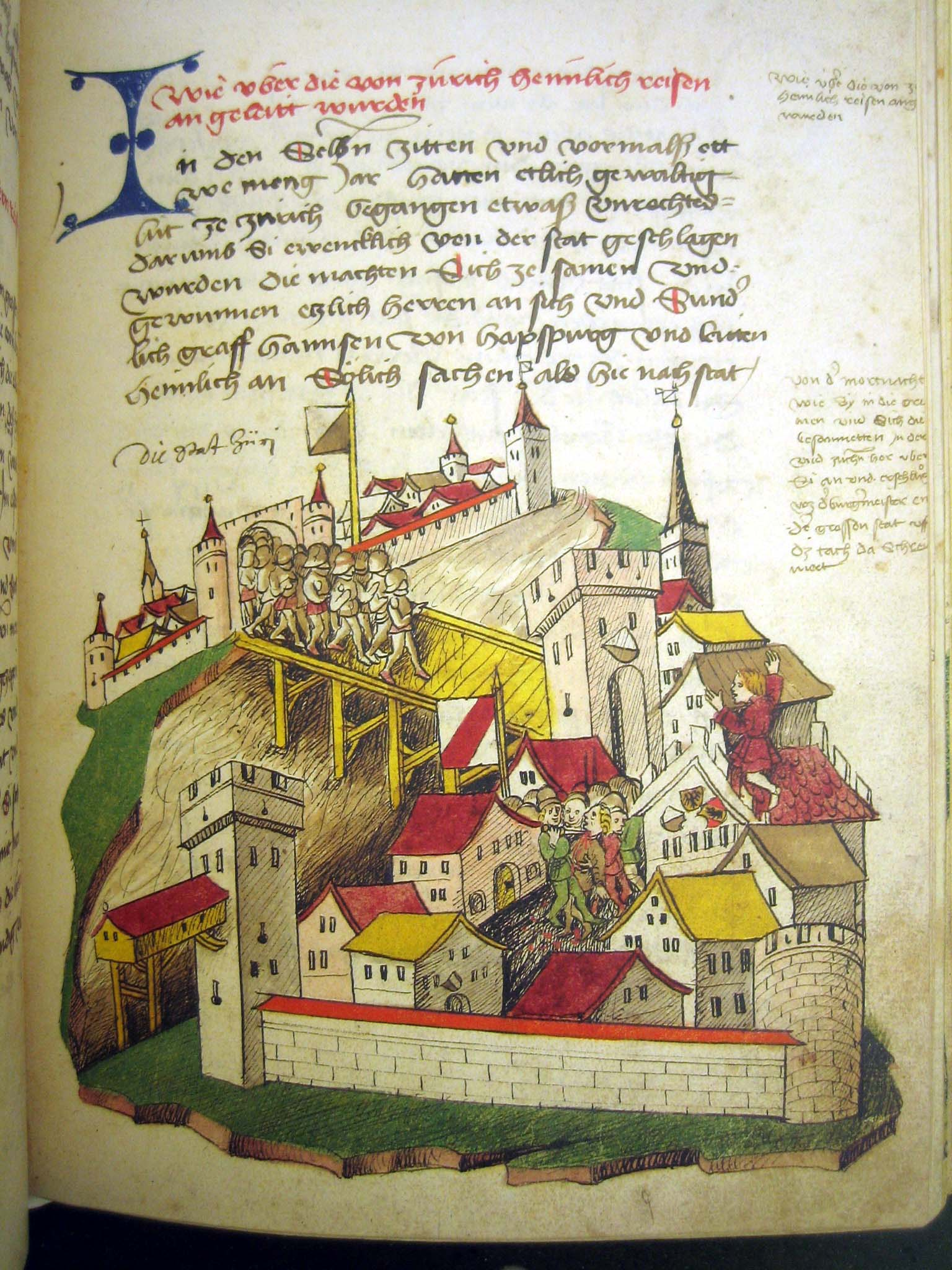
Цюрихская ночь убийств (Tschachtlanchronik, 1470 г.).

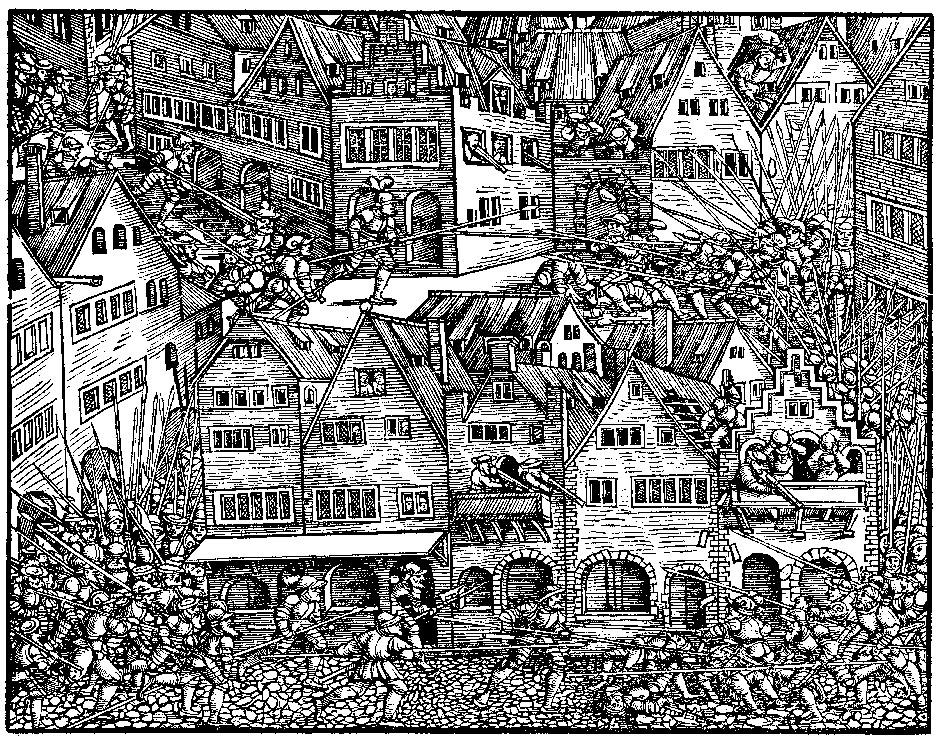
Уличные бои в ходе ночи убийств (Хроника Иоганна Штумпфа, 1548 г.).

Сторонниками Рудольфа Бруна мастерами гильдий и советники Малого Совета, который формировался из цеховых мастеров, а также из представителей городской знати и купеческого патрициата, в то время как рыцарство обеспечивало им военную силу. Гражданин мог попасть в совет только через гильдии, а место в совете было зарезервировано для дворян и патрициев только через Constaffel. Гильдия была армейской единицей и организационной основой караульной и военной службы. Доверенное лицо нового мэра Эберхард III фон Мюльнер принял участие в собрании заговорщиков в Айнзидельне в 1350 г., что моглос видетельствовать о причастности новых властей к провалу мятежа.
Брюн узнал об этих планах благодаря предателю. Точный ход мятежа неизвестен, но заговорщикам удалось проникнуть в Цюрих через городские ворота, бои на улицах была чрезвычайно ожесточенными и унесли жизни 28 человек. Ряд хроник отмечает важную роль поддерживавших новую власть цеха мясников, получившего за это привилегии и право проводить парад в Пепельную среду с топорами и дубинами, собственным знаменем и символизирующей побеждённого врага медвежьей шкурой на цепи. Это мероприятие могло быть прародителем Шестизвонья.

### Судьба участников мятежа
В рукопашной схватке было убито «неустановленное количество заговорщиков», по одному источнику «15 заговорщиков пало, 35 поймано. Из них Брун 18 казнил, а остальных обезглавил», другие называют «несколько заключенных». Среди них был граф Иоганн II фон Рапперсвиль-Лауфенбург, который оставался в заключении в цюрихском городке Велленберг около двух лет. Во время заключения в Велленберге он сочинил песню о любви «Blümli blawe», которую Гёте увековечил в балладе «Das Blümlein Beautiful: Песня пленного графа».
Имущество всех заговорщиков было конфисковано властями. «Tütsch Hus» (Немецкий дом), конфискованный у казненного сообщника Никлауса Билгри, служил официальной резиденцией комиссии совета по управлению и продаже товаров, конфискованных у заговорщиков с 1350 по 1356 год.
Другими известными членами городской знати Цюриха были рыцарь Визли Виссо и его брат Йоханнес. Визли Виссо был внуком одноимённого рыцаря, погибшего как гражданин Цюриха на стороне Габсбургов в битве при Моргартене в 1315 г.. Его имущество было конфисковано, а в 1354 году «Haus zum Loch» был продан Эльсбет (Элизабет) Швенд. Йоханнес Виссо, сын Элизабет Швенд и Виссо Висс, не был казнен как каноник в Гроссмюнстере, но был вынужден покинуть Цюрих. Несмотря на примирение с Бруном в 1357 г. запрет был снят только 8 ноября 1373 г., после краха правления Бруна. Конфискованное имущество его брата, убитого 24 февраля 1350 г., ему не было возвращено. Рудольф Манесс, сын Отто, стал ещё одной жертвой на стороне «чужаков», в то время как большинство Манегг-Манессов принадлежало последователям Бруна..
Семья Бильгери была среди заявленных противников Бруна: четверо её членов были изгнанными советниками, в июне 1336 г. они потеряли свои семь мест в совете. Рудольф Бильгери погиб в бою, Вернер и Клаус Бильгери были схвачены и казнены. Брат Вернера Буркхард смог бежать, стал госпитальером в орденсбурге Альт-Веденсвиль в 1358 г. и примирился с советом в 1374 г.
Берингер фон Гогенланденберг был ещё одним возможным сообщником, который, подозревался в предоставлении убежища некоторым из изгнанников в своём замке в Шауэнберге недалеко от Винтертура. Сам он был убит в драке на улицах Цюриха.
За несколько дней до 23 февраля 1350 года противники Бруна пытались помешать звону колоколов и, таким образом, сбору трудоспособных мужчин из гильдий и Констаффеля. Ульриху фон Беггенхофену запретили въезд в город на три года после того, как совет начал против него расследование: свидетели несколько раз видели его возле колоколов Гроссмюнстера за несколько дней до ночи убийств. Кроме того, совет приказал стражам башни, без разрешения так называемых башенных лордов, отказать кому-либо, кроме сигриста и звонарей, в доступе к церковным башням (нарушения теперь наказывались тюремным заключением и штрафом).

## Разрушение Рапперсвиля

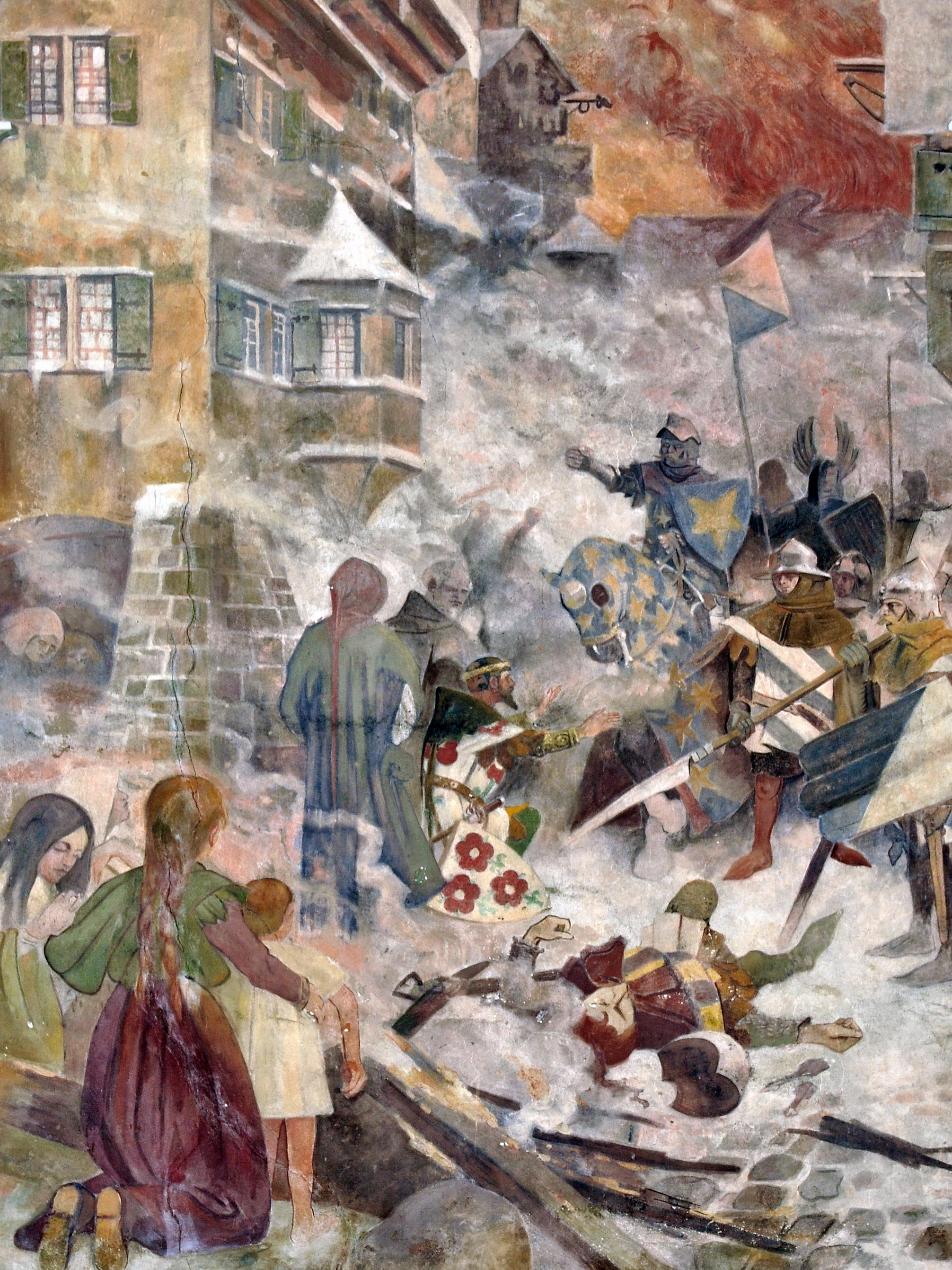
Рудольф Брун изгоняет жителей Рапперсвиля.

Рудольф Брун и его войска двинулись в Рапперсвиль 24 февраля 1350 г.. Однако братья графа, надеялись, что их родственники из старшей ветви Габсбургов вмешаются и саботируют мирный договор: Брун использовал эту причину, чтобы разрушить крепость Альт-Рапперсвиль и разрушить стены города и замок Рапперсвиль, чтобы они уже не могли обороняться. Войска из города Цюрих также заняли округ Унтер и, таким образом, взяли под контроль перевалы Бюнднер.

## Последствия
Поступив таким образом, Брун стал врагом австрийских Габсбургов, бывших близкими родственниками графов Рапперсвиль. Тем не менее мэр Цюриха сделал новое предложение о союзе, которое было отклонено: из-за торговых связей Цюрих зависел от хороших отношений с Габсбургами, территория которых в то время почти полностью окружала город. Поскольку Цюрих также враждовал с Базелем и Страсбургом, он оказался в опасном положении. Чтобы выстоять против Габсбургов, Бруну пришлось вступить в союз с уже воевавшими с ними лесными кантонами Ури, Швицем, Унтервальденом и Люцерном, заложивших основу будущего Швейцарского союза.

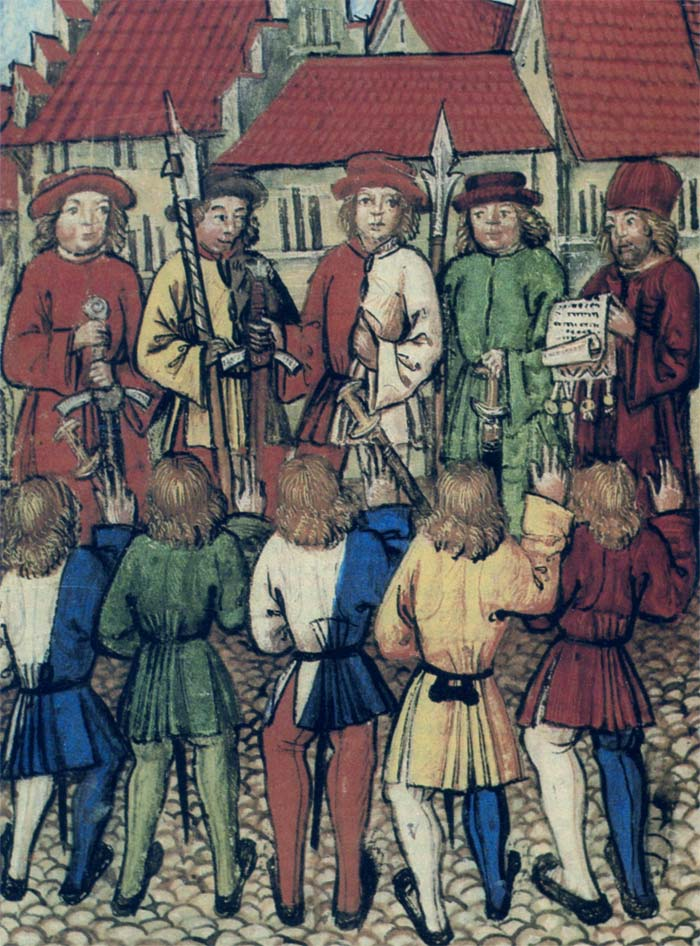
Присяга граждан Цюриха перед эмиссарами четырёх лесных кантонов 1 мая 1351 г. (Дибольд Шиллинг Младший, Люцернская хроника, 1513 г.).

Изгнание, а затем и казнь значительной части бывших членов совета сказались и на других областях. После того как церкви и монастыри в Цюрихе испытали настоящую волну пожертвований в начале XIV в. ощущалась нехватка могущественных жертвователей в течение длительного времени после 1336 г., и по сравнению с другими городами церковные пожертвования в Цюрихе в целом оказались очень скромными. Тогдашний император Людовик Баварский встал на сторону Бруна и его режима. В отличие от орденов францисканцев и августинцев, проповедовавшие в городе доминиканцы заявляли о своей верности Папе Римскому и поэтому также были вынуждены покинуть город на несколько лет. Их изгнание привело монастырь сначала в Винтертур, Кайзерштуль, а затем — в Рапперсвиль. Возвращение проповедников в Цюрих, возможно, совпало с пиком кризиса 1349—1350 гг — после погромов еврейского населения Цюриха в чумные 1349/50 годы или, скорее, после разрушения Рапперсвиля.
Несмотря на арбитражное решение, конфликт обострился после того, как в августе 1351 года герцог Альбрехт II потребовал восстановления разрушенных крепостей Рапперсвиль и Альтендорф. После того, как Альбрехт начал осаду Цюриха в сентябре 1351 года, Брун согласился на арбитраж, который оказался в пользу Габсбургов и не был принят Вальдштеттеном. В конце декабря 1351 года Брун приказал совершить рейд через восточную часть Ааргау, кульминацией которого стала победоносная битва при Детвиле.
«Бранденбургский мир» между Цюрихом, Габсбургами и Рапперсвилем был заключен при посредничестве маркграфов Бранденбургских: граф Иоганн II был освобожден с заверениями в первоначальной вражде, что городу Рапперсвиль больше нельзя разрешать принимать Аусбургцев и Цюрих. все районы Габсбургов и Рапперсвилей очищены. Как новый владелец, 1352 г. герцог Альбрехт приказал перестроить замок и город Рапперсвиль. В 1353 году бои продолжались в Вальдштетте, и только когда император Карл IV выступил с армией к Цюриху, город в 1355 г. согласился на Регенсбургский мир. Документ в основном подтверждало мирный договор 1351 года, но обязывало Цюрих применить в случае необходимости силу, чтобы заставить союзный Вальдштетте соблюдать его. В 1356 г. Цюрих заключил союз с Габсбургами, гарантировавший гильдейскую конституцию 1336 г., и признававший статус Рапперсвиля как владения Габсбургов.